# Cibentang (Gunungguruh)
Cibentang is een bestuurslaag in het regentschap Sukabumi van de provincie West-Java, Indonesië. Cibentang telt 3409 inwoners (volkstelling 2010).